# دنیس امری
دنیس امری (انگلیسی: Dennis Emery؛ ۴ اکتبر ۱۹۳۳ – ۱ مهٔ ۱۹۸۶) بازیکن فوتبال بود.
از باشگاه‌هایی که در آن بازی کرده‌است می‌توان به باشگاه فوتبال پیتربورو یونایتد اشاره کرد.